# Prionosternum
Genre
Prionosternum est un genre d'araignées aranéomorphes de la famille des Lamponidae.

## Distribution
Les espèces de ce genre sont endémiques d'Australie.

## Liste des espèces
Selon World Spider Catalog (version 17.5, 25/10/2016) :
- Prionosternum nitidiceps (Simon, 1909)
- Prionosternum porongurup Platnick, 2000
- Prionosternum scutatum Dunn, 1951

## Publication originale
- Dunn, 1951 : « Spiders of the Russell Grimwade expedition ». Memoirs of the national Museum of Melbourne, vol. 17, p. 9-18 (texte intégral).